# 蓋拉拉
32°47′25″N 4°29′32″E / 32.79028°N 4.49222°E

蓋拉拉（阿拉伯语：‎），是阿爾及利亞的城鎮，位於該國中部，由蓋爾達耶省負責管轄，是蓋拉拉區的首府，面積2,900平方公里，海拔高度310米，2008年人口59,514人，人口密度每平方公里21人。